# Stecker BS 1363
Bei dem britischen Steckverbinder, Typ G, auch BS 1363, „British 3-Pin“ oder „Commonwealth-Stecker“, handelt es sich um ein aus dem Vereinigten Königreich stammendes elektrisches Steckersystem, das bei der elektrischen Energieversorgung von Haushalten und allgemein im Niederspannungsnetz Anwendung findet. Seine Verwendung ist im Vereinigten Königreich empfohlen.

## Verbreitung

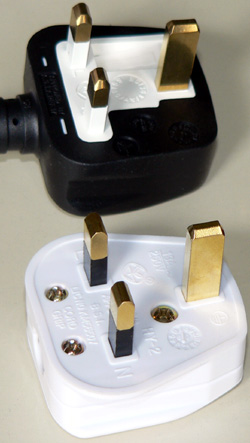
Stecker-Typ BS 1363

Folgende Länder verwenden den britischen Steckverbinder ausschließlich als Standardstecksystem oder teilweise mit anderen Systemen:
- Vereinigtes Königreich (Standard)
- Irland (Standard)
- Singapur (Standard)
- Malaysia (Standard)
- Bahrain
- Botswana
- Brunei
- Gambia
- Ghana
- Gibraltar
- Hongkong
- Irak
- Jordanien
- Katar
- Kenia
- Kuwait
- Macau
- Malta
- Mauritius
- Nigeria
- Oman
- Saudi-Arabien
- Seychellen
- Tansania
- Uganda
- Vereinigte Arabische Emirate
- Zypern

Siehe hierzu: Länderübersicht Steckertypen, Netzspannungen und -frequenzen

## Geschichte
Der Aufbau und die Spezifikation von BS 1363 nehmen auf eine Besonderheit der Hausverkabelung Rücksicht, die im Allgemeinen nur im Vereinigten Königreich und diversen früheren britischen Kolonien zu finden ist. Die Verkabelung besteht aus einem oder mehreren Leitungsringen pro Stockwerk oder pro Wohnung, auch als Ring-Circuit bezeichnet. Pro Ring wird ein Stromkabel ausgehend vom Sicherungskasten von Steckdose zu Steckdose durch die Wohnung geführt und von der letzten Steckdose wieder zurück zum Sicherungskasten. Diese Rückführung ermöglicht höhere Anschlusswerte bei niedrigeren Leitungsquerschnitten (eine Steckdose erhält von beiden Richtungen des Rings Strom). Damit kann in der Summe Kupfer gespart werden. War früher nur ein Ring pro Stockwerk üblich, ging man später zum Beispiel zu einem Ring pro Etagenwohnung und weiter zu mehreren Ringen pro Etagenwohnung über, beispielsweise einem zusätzlichen Ring für die Küche. Eingeschränkt dürfen von einem Ring Stichleitungen zu einzelnen Steckdosen gelegt werden, was jedoch als unsauber gilt. Die in anderen Ländern – wie zum Beispiel in Deutschland – übliche sternförmige Verkabelung setzt sich nur langsam durch.
BS 1363 wurde 1947 eingeführt; bis zu diesem Zeitpunkt war BS 546 (Typ D) Standard. Davon existieren Versionen für 2, 5, 10 und mehr Ampere, wobei 5 A in Haushalten verbreitet war. Entsprechend musste der Stromkreis ebenfalls mit 5 A abgesichert werden. Da dies zu wenig Leistung (240 V × 5 A = 1200 W) im Ring war, entschloss man sich zu neuen Verkabelungsvorschriften. Es ging darum, einen Ring mit 16 A, 20 A oder gar 32 A abzusichern, denn ein Ring sollte ein bis zwei elektrische Heizkörper zu je 3000 W (entspricht etwa 12,5 A pro Heizkörper) und eine Reihe kleinerer Verbraucher versorgen können. Da die Stromstärke von 32 A aus einer einzelnen Steckdose für eine übliche Geräteanschlussleitung zu hoch ist und starke, unhandliche Geräteanschlussleitungen vermieden werden sollten, mussten Sicherungen entweder in Steckdosen oder Steckern integriert werden. Die Stecker wurden mit Sicherungen von wahlweise 3 A, 5 A oder 13 A ausgestattet. Um zu verhindern, dass die alten nicht abgesicherten BS-546-Stecker in einem 32-A-Stromkreis verwendet werden können, wurde eine neue inkompatible Steckdosennorm entwickelt. BS 1363 wurde im Vereinigten Königreich 1965 eingeführt und setzte sich dort schnell durch. Ähnlich ging es in den anderen Ländern, die diese Norm verwenden. Südafrika verwendet bis heute eine zu BS 546 kompatible Steckernorm. Das alte Stecksystem ist in den betreffenden Ländern in alten Installationen aus der Zeit vor 1965 und in Spezialinstallationen (wie beispielsweise in Theatern) weiterhin anzutreffen.

## Norm

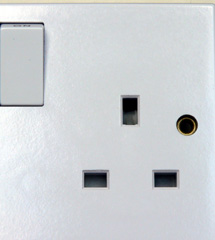
Wandsteckdose BS 1363, links oben der Schalter für die Steckdose

Der britische Steckverbinder ist in der britischen Norm BS 1363 definiert. Die Norm verlangt, dass dieser Steckverbinder immer dreipolig und mit einer Sicherung versehen ist. Die Kontaktstifte sind rechteckig. Außenleiter und Neutralleiter messen 4 × 6 × 18 mm; 9 mm davon sind isoliert. Sie haben einen Abstand von 22 mm. Der Schutzkontakt befindet sich in der Mitte, über den beiden Leitern im Abstand von 22 mm. Er ist mit 4 × 8 × 23 mm länger als die spannungsführenden Kontaktstifte (voreilend) und ohne Isolation. Die spannungsführenden Kontaktstifte sind durch die Rotations-Asymmetrie polarisiert (der Außenleiter befindet sich immer auf der rechten Seite der Steckdose bzw. des Steckers in Steckrichtung). Der Stecker wurde an der Stelle der Kontaktstifte verbreitert, um ein Berühren der nicht von Anfang an isolierten Kontakte zu erschweren (fingersicher). Dort befindet sich auch eine eingelassene Griffmulde, um ein Herausziehen des recht schwergängigen Steckers aus der Steckdose zu vereinfachen. Weiterhin umfasst die Norm eine Kindersicherung, welche die Kontaktlöcher von innen verschließt. Sie wird durch das Einführen des Schutzkontaktes freigegeben. Stecker für Schutzklasse-II-Geräte (Schutzisolierung) haben statt des Schutzkontakts nur einen Plastikstift.
Steckerverkabelung
Die Norm BS 1363 umfasst auch das Anschließen des Steckers. Sie definiert, dass sich der Außenleiter im geöffneten Stecker auf die Anschlüsse der Kontaktstifte gesehen immer rechts befindet; die Drähte sollten derart angeschlossen werden, dass bei Zugbelastung erst der Außenleiter, dann der Neutralleiter und zuletzt der Schutzleiter abgetrennt wird.
Spannung
Obwohl sich Stecksysteme prinzipiell mit unterschiedlichen Spannungen betreiben lassen, gibt es dennoch einige implizite Normen. So ist der britische Steckverbinder für maximal 250 V spezifiziert und üblicherweise mit 230 bzw. 240 V bei 50 Hz betrieben.

### Ähnliche Norm
Der britischen Norm BS 1363 ähnlich ist die irische Norm der NSAI I.S. 401 Safety Requirements for Rewireable 13A Fused Plugs for Normal and Rough Use Having Insulating Sleeves on Line and Neutral Pins.

## Sicherheit

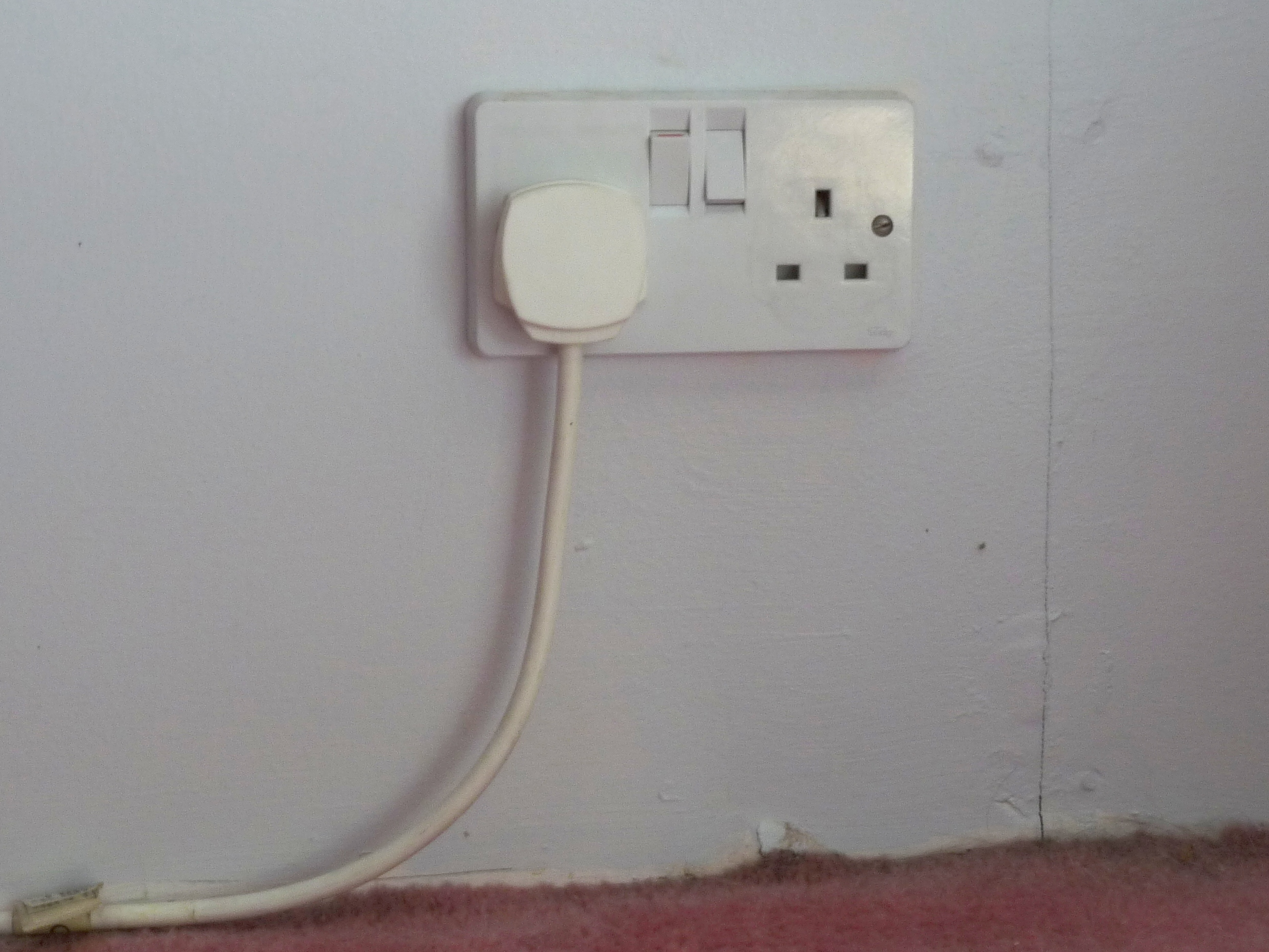
Doppelwandsteckdose Typ BS 1363 mit den in der Norm optionalen Schaltern

BS 1363 hat folgende Sicherheitsmerkmale:
- polarisiert / verpolungssicher
- vorauseilender Schutzkontakt
- Kindersicherung
- isolierte Kontakte / fingersicher
- Sicherung im Stecker (3/5/13A)

## Vorteile
Flexibilität
Die Verkabelung der BS-1363-Steckdosen stellt ein typisches Ringleitungssystem dar:
Mehrere Sicherungsstromkreise und hohe Stromstärken stehen genau dort zur Verfügung, wo momentan mehrere Geräte benötigt werden, da jeder Stecker seine eigene Sicherung mitbringt.
Verfügbarkeit
Infolge eines Körperschlusses eines defekten Elektrogeräts wird keine einzige Steckdose spannungslos, nur das defekte Gerät selbst. Die eingebaute Schmelzsicherung im Inneren des Steckers schaltet bei Kurzschluss oder Überstrom sicher ab. Dieses Überstromschutzorgan im Stecker arbeitet selektiv, so wird nur der bei einer Störung unmittelbar betroffene Anlagenteil abgeschaltet. Somit ist nur der jeweils angeschlossene Verbraucher betroffen; andere Anlagenteile im Elektroverteiler (Unterverteiler) funktionieren autark weiter.
Sparsame Verkabelung
Vergleichbare Verfügbarkeit lässt sich bei Sternverkabelung nur erzielen, wenn konsequent jede Steckdose mit einem separaten Sicherungsstromkreis versorgt wird. Damit verglichen ist der Verkabelungsaufwand wesentlich geringer, auch wenn größere Leitungsquerschnitte verlegt werden müssen.
Durch die Ringtopologie, bei der jede Steckdose von beiden Seiten versorgt wird, reduziert sich der sonst notwendige Leitungsquerschnitt aber wieder.

## Nachteile
Mögliche Stromkreisüberlastung bei offenem Ring
Die Ringtopologie, bei der jede Steckdose von beiden Seiten versorgt wird, ermöglicht die Reduzierung des Leitungsquerschnitts. Wird von der Reduzierung Gebrauch gemacht, muss der Ring auch tatsächlich geschlossen sein, damit eine Leitungsüberlastung vermieden wird. Nachteilig ist, dass ein fehlerhafter offener Ring im praktischen Betrieb normalerweise unbemerkt bleiben wird.
Betrieb mit falschen Steckern
Bei BS 1363 handelt es sich zwar um das vermutlich sicherste Stecksystem für Haushalte, das es zu nennenswerter Verbreitung gebracht hat, doch können einige seiner Sicherheitsmerkmale bei fehlerhaftem Gebrauch zu unsicheren Situationen führen. In allen Verbreitungsstaaten findet man auch den Eurostecker. In Ländern, die die Importe weniger streng handhaben, findet man häufig Geräte mit Schukostecker. Obwohl beide runde Kontakte haben, können sie bei Umgehung der (Kinder-)Sicherheitsverriegelung (die sich im Erdungseinlass befindet) in die eckigen Löcher gezwängt werden. Beim Schukostecker kann die dazu nötige Gewalt zum Brechen der Steckdose führen. Abgesehen von der fehlenden Schutzleiterverbindung zum Schukostecker besteht bei allen Fremdsteckern Überhitzungsgefahr; einerseits, weil die Steckdosenkontakte nicht für die Aufnahme runder Stifte geeignet sind, andererseits, weil die Steckdose mit bis zu 32 A abgesichert sein kann, wofür die Leitungen der Fremdstecker bei weitem nicht ausgelegt sind.
Kosten
Optionale Schalter in den Wandsteckdosen, Schmelzsicherung, Kindersicherung und nicht zuletzt die notwendige Isolierung des Phase- und des Neutral-Kontaktstiftes führen zu hohen Fertigungskosten für Dose und Stecker. Besonders die rechteckigen Querschnitte der Steckerkontakte sind in der Fertigung vergleichsweise teuer, da sie üblicherweise durch Fräsen hergestellt werden müssen. Auch ist der Materialaufwand durch die Verwendung massiven Messings für die breiten Kontaktstifte groß. Insgesamt ist das System mechanisch wesentlich voluminöser, robuster, unhandlicher und schwerer, als heute dank moderner Kunststoff-Spritzgusstechnik für eine ausreichend gute mechanische Beanspruchbarkeit notwendig wäre. Kostendruck bei der Fertigung macht daher für Gerätehersteller Billigausführungen attraktiv, bei denen beispielsweise die Kontaktstifte aus Blechstreifen zusammengesetzt werden. Solche Varianten sind bei den übertragbaren Strömen jedoch nicht sinnvoll.
Trittsicherheit
Heruntergefallene Stecker des Typs BS 1363 liegen meist mit den kantigen Kontakten nach oben.

## Varianten

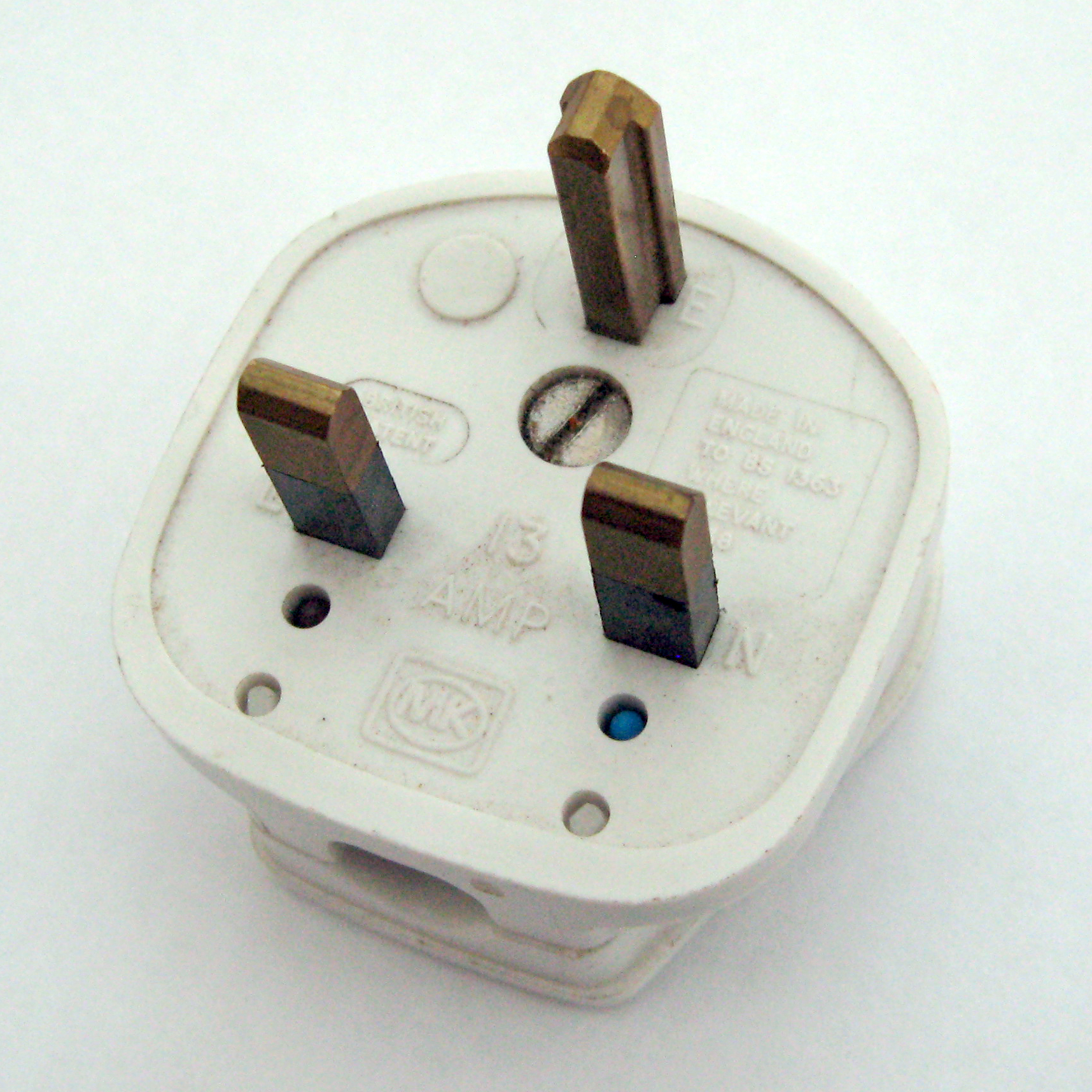
Stecker mit T-förmigem Schutzkontakt

Einige Hersteller haben Varianten von BS 1363 entwickelt. Sie finden ihre Anwendung dort, wo das Einstecken von herkömmlichen Steckern entweder nicht gewollt oder nicht empfohlen wird. Beispiele sind Steckdosen in öffentlichen Gebäuden, die zum internen Gebrauch nötig sind, bei denen aber die Nutzung durch Unbefugte nicht gewollt ist.
Am verbreitetsten ist eine Variante von MK electric mit einem T-förmigen Schutzkontakt.
Walsall stellt Stecker und Steckdosen mit gegenüber der Normalausführung um 90° gedrehten Kontaktstiften her. Diese werden für Netze mit 110 V Betriebsspannung (London Underground) oder mit unterbrechungsfreier Stromversorgung für spezielle Anwendungen genutzt.